# Hawa Jah Al Rasoul
Hawa Jah Al Rasoul (transcrit sous diverses variantes comme Hawa Jah Elrasool, en arabe :  حواء جاه الرسول) et surnommée Hawa al-Tagtaga, est une chanteuse, une compositrice et une militante indépendantiste soudanaise qui a lutté contre le régime colonial britannique, née en 1926 et morte le 12 décembre 2012.

## Biographie
Elle naît en 1926 à El-Rahad, dans le Kordofan du Nord. Son père est soufi et sa mère poète. Dès son enfance, elle veut devenir chanteuse, mais sa famille s'y oppose. Elle est mariée à un cousin, dont elle divorce par la suite, ce qui lui permet de poursuivre une carrière dans la musique. Elle s'installe à Khartoum à l'âge de quatorze ans pour ce faire et est sollicitée pour chanter dans des fêtes de mariage. Son travail évolue vers le rôle plus large de ghanaya (femme chargée de préparer la mariée au mariage). Pendant la Seconde Guerre mondiale, elle chante pour divertir les soldats soudanais.
Elle rejoint la lutte populaire contre le colonialisme britannique après la Seconde Guerre mondiale. Elle devient célèbre dans tout le Soudan, par son militantisme et ses chants. Elle est partisane d'Ismaïl al-Azhari. A plusieurs reprises, elle est malmenée et arrêtée par les forces de sécurité britanniques,,.
Elle s'installe ensuite à Omdourman, mais elle ne s'est jamais remariée, optant définitivement pour une vie de chanteuse. Elle est devenue l'une des dernières icônes de la lutte contre le colonialisme. Elle a chanté à l'occasion d'événements comme le mariage du roi Farouk d'Égypte et de Narriman Sadek, ou pour diverses personnalités, comme Yasser Arafat. Elle s'est produite à la télévision, attentive à l'impact de ce type de médias.
Elle est décédée à l'âge de 86 ans, le 12 décembre 2012.

## Héritage
Hawa Al-Tagtaga était une figure bien connue et facilement reconnaissable car elle portait souvent une bande de tissu (semblable à un sari) aux couleurs verte, jaune et bleue, qui étaient les couleurs de l'ancien drapeau du Soudan. Le drapeau a été utilisé de 1956 à 1970, mais il a connu un récent regain de popularité sur les médias sociaux lors de la révolution de 2019. Le répertoire de chansons politiques et protestataires d'Hawa Al-Tagtaga a surtout inspiré de nouvelles générations de femmes au Soudan. Il s'agit d'un nouveau chapitre d'une longue tradition de femmes soudanaises qui n'hésitent pas à défier le pouvoir, telles la journaliste Loubna al-Hussein par exemple, ou, plus récemment, la militante des droits civils Alaa Salah.